# 卡拉維爾客機
卡拉维尔（Sud Aviation SE 210 Caravelle）是法國南方飞机公司開發和製造的雙引擎喷气式客机，载客量为80-130人，航程为 1,650至3,400千米，为世界上第一款专为中短程航线市场开发的喷气式客机。"Caravelle"在法語中为小帆船之意，一般音譯為“卡拉維爾”，有时亦译作“快帆”。
卡拉维尔客机是世界上第一种将发动机置于机身尾部的喷气式客机，这与在当时是一种创新性的设计。这种设计之后被众多中小型客机所采用，如DC-9、MD-80系列等。还是世界上第一种双发喷气式客机。
卡拉维尔客机在20世纪50年代初期由国营东南飞机制造公司（Société Nationale de Constructions Aéronautiques du Sud Est，SNCASE）开始研制，并于1955年5月27日首飞成功。首个使用卡拉维尔客机的航空公司是法国航空，于1959年5月6日投入服务。
卡拉维尔客机各种型号共生产了282架，尽管有20架被售予美国联合航空，但其仍主要被应用于欧洲和非洲。1980年代后，卡拉维尔客机开始逐步退出欧洲航空市场，并被转售给非洲或南美洲的航空公司。民主刚果的Waltair是最后使用卡拉维尔客机进行商业运营的航空公司，已于2005年停运。

## 发展历程

### 起源
1951年10月26日，法国民航局（SGACC）发布了研制中短程客机的规格方案。根据该规格的要求，新客机需能够运载55-65名乘客与1吨货物飞行2,000千米，并达到600千米/时的巡航速度。同时，新客机需能够在短于1,800米的跑道上起飞，降落距离不超过1,125米。发动机型号与数量则并未明确。其实，早于1946年起，一些法国的航空制造企业已开始研制此类型的客机，但这些公司的财力均不足以独立完成后续的开发和生产工作。该方案发布后，法国各航空制造商反响热烈，最后共提交了20份不同的设计方案。这些方案中，绝大多数都是完全采用涡喷发动机推进，也有个别方案提出涡喷发动机与涡桨发动机结合的推进方式。
1952年3月28日，法国民航局最终选出3个候选方案，包括Hurel-Dubois設計的HD-45、SNCASO設計的S.O.60、以及SNCASE設計的X-210。最初SNCASE的X-210方案为三发动机设计，因此时发动机提供商罗尔斯·罗伊斯已开发出推力更大的新型罗尔斯·罗伊斯Avon发动机，使得该方案中的第三个发动机并不必要。因此，民航局要求SNCASE将X-210方案按双发动机进行重新设计。在重新设计的过程中，SNCASE决定仍将发动机置于尾部机身。后来证明，该布局比起其他方案将发动机置于翼下的设计，显著地降低了机舱内的噪音。1952年7月，SNCASE将按双发标准进行改良设计的X-210方案提交给法国民航局。

### 试飞

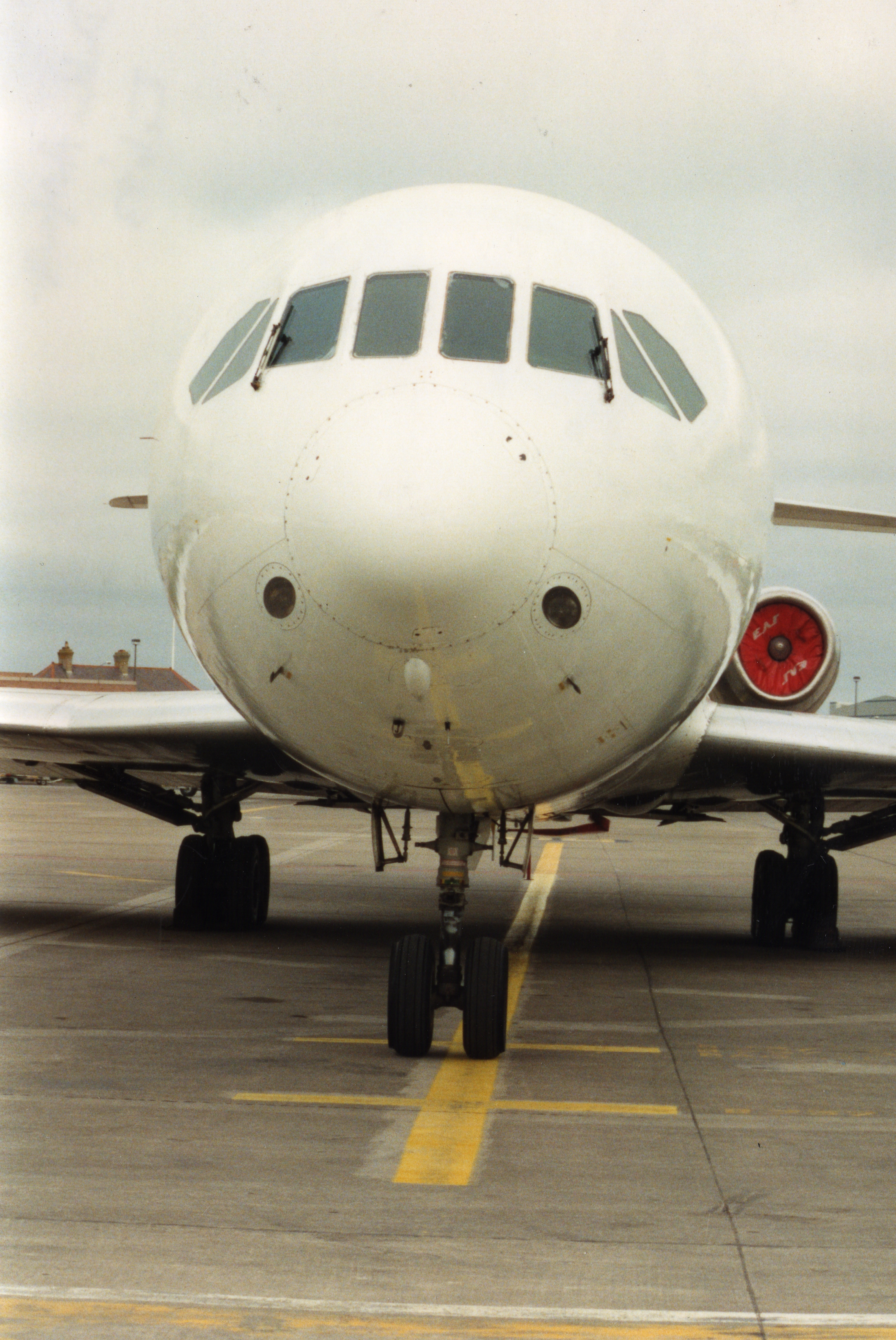
卡拉维尔的驾驶舱，设计获德哈维兰授权，与彗星型客机一致

两个月后，SNCASE的X-210方案被接受。法国民航局于1953年7月6日正式订制两架原型机，同时订制两具用于疲劳测试的静态机身。SNCASE与彗星型客机的制造商德哈维兰就一些早期设计达成合作，因此SNCASE采用了部分彗星型客机的机身设计，机身前部和驾驶舱布局完全使用彗星型客机的设计，剩余部分则为自主设计。1955年5月27日，卡拉维尔的第一架原型机完成首飞。至同年9月，该原型机已完成100小时的飞行。1956年5月6日，第二架原型机完成首飞。同年，SNCASE与SNCASO合并为南方飞机公司（Sud-Aviation），卡拉维尔的原先设计则并未因此而改动。

### 营运

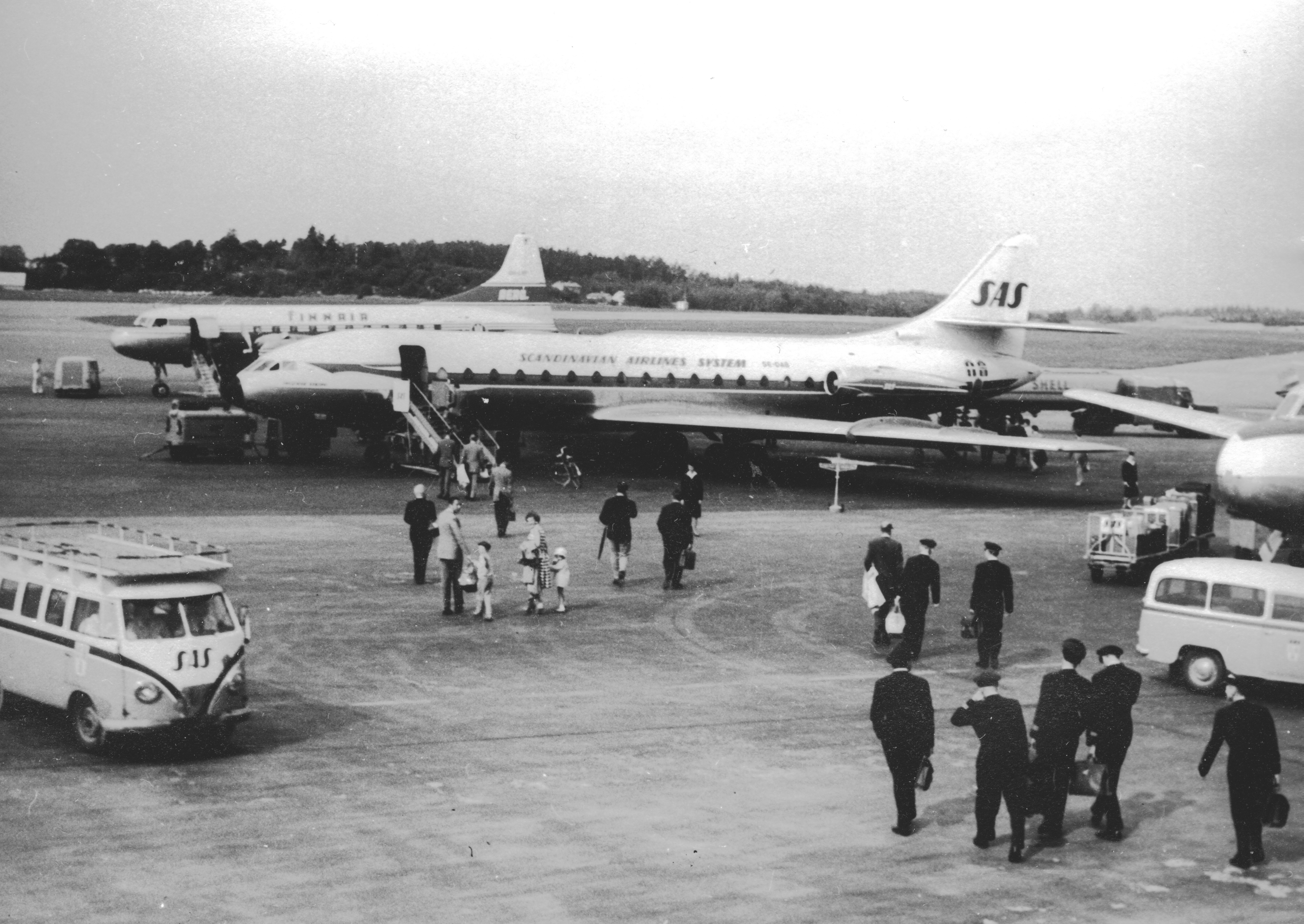
北欧航空的卡拉维尔I型客机

1956年，法国航空开始订购卡拉维尔客机。随后在1957年6月28日，北欧航空亦订购了6架卡拉维尔。1958年6月4日，卡拉维尔的二号原型机搭载着法国时任总统夏尔·戴高乐前往阿尔及尔。在返程后，戴高乐称其为“快速、安全、甜蜜的卡拉维尔”（"la rapide, la sûre, la douce Caravelle"），这句话也被南方飞机公司用作宣传语。
1958年4月5日，第一架量产型卡拉维尔组装完成。与原型机相比，量产型的机身增加了50厘米，同时发动机由Avon RA.26更换为更强力的Avon RA.29。该机于同年5月18日完成首飞。
法国航空与北欧航空亦为最早接收卡拉维尔客机的航空公司，1959年5月6日，卡拉维尔首次投入商业运营。该航班由法国航空运行，从巴黎奥利机场起飞，经停罗马与雅典，最终抵达伊斯坦布尔。北欧航空使用卡拉维尔的商业航班于5月15日首飞，从斯德哥尔摩布鲁玛机场起飞，经停布拉格、布达佩斯、伊斯坦布尔和大马士革后，最终抵达开罗。

### 后续发展

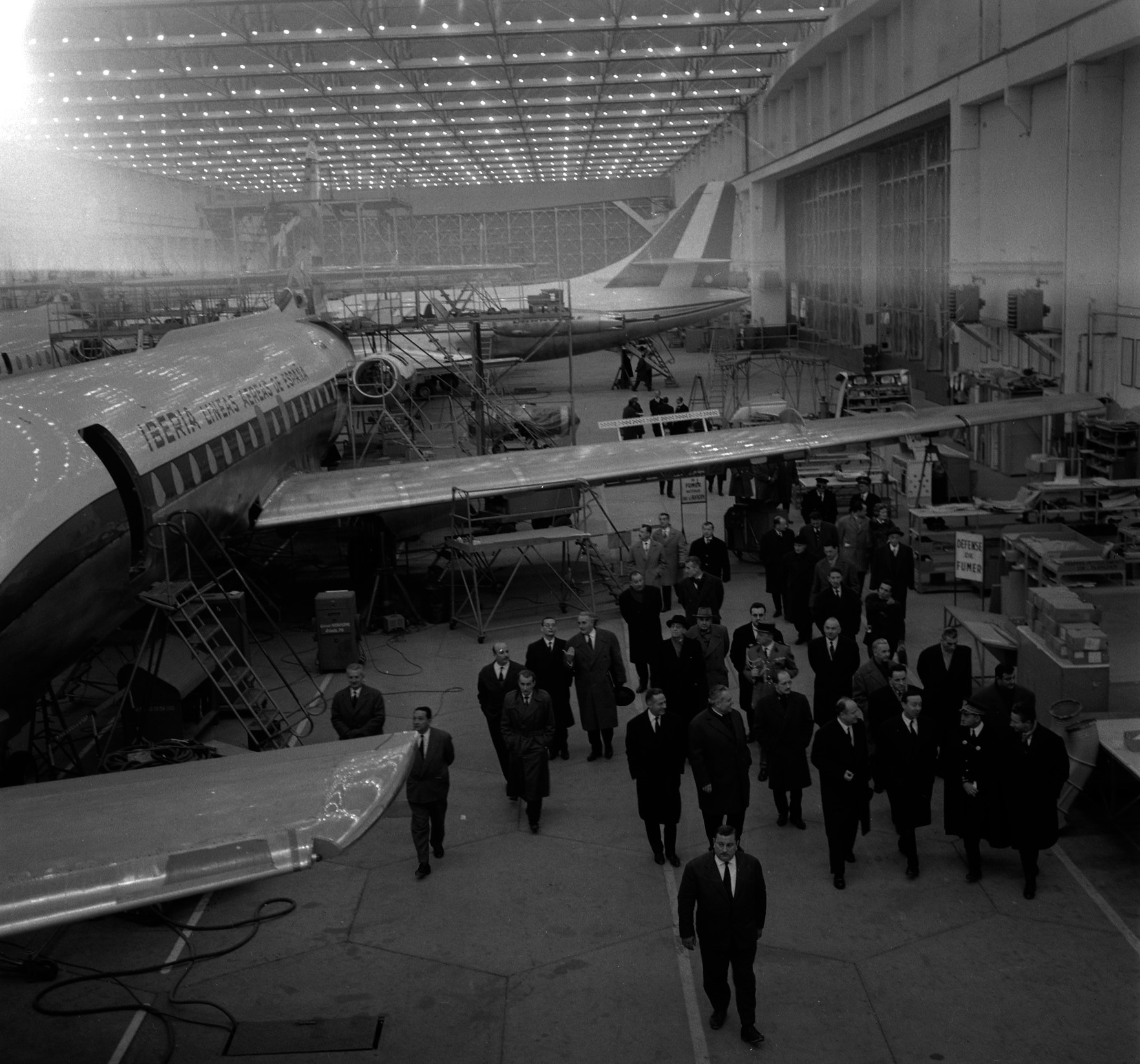
1962年的卡拉维尔客机位于图卢兹的生产线，时任法国总理米歇尔·德勃雷正在参观

随着发动机和航空科技的发展，该系列后来诞生了多种衍生型号。其中III型被认为是基本型，VI-N型换装了更大推力的Avon Mk.531发动机，VI-R型则是应美国联合航空的要求，加装了推力反向器，并改良了驾驶舱窗户、隔音、行李舱门和扰流板等设计。10A和10B型则为在VI-R型基础上再进行改进的版本，包括换装美制发动机、加长机身、改良机翼、增加货仓容量、加设辅助动力系统等。10A和10B型的区别在于采用的发动机，其中10A型换装了通用电气CJ805发动机，只生产了1架原型机，10B型则采用普惠JT8D涡扇发动机。12型为卡拉维尔系列最后一款衍生型号，于1970年首飞，该型号对10B型的机身进一步加长，亦成为卡拉维尔客机中载客量最大的一款机型。
至1963年，卡拉维尔客机已售出172架。随着卡拉维尔系列在销售上取得成功，南方飞机公司开始将研发重心转向该系列的换代机型。按计划，该机型将成为一款中型短程的超音速客机，与卡拉维尔系列的机身大小和航程相仿，并被命名为“超级卡拉维尔”。后来该计划和与之相似的英国布里斯托尔飞机公司的“布里斯托尔223”方案合并，成为了协和客机的研发基础。
卡拉维尔客机于1972年停产，最终，卡拉维尔客机所有型号共生产了282架（包括3架原型机和279架生产型）。

## 衍生型号

### 卡拉维尔I/IA型
卡拉维尔I型与原型机相似，为最初的生产型，于1958年5月14日首飞。该型号采用两台罗尔斯·罗伊斯RA-29 Avon Mk.522发动机，最大载客量为80人，最大起飞重量为43.5吨，共计生产20架。
卡拉维尔IA型与I型外观相同，区别在于采用了两台罗尔斯·罗伊斯RA-29 Avon Mk.522A发动机，拥有更强的推力。该型号共生产了12架。所有32架卡拉维尔I/IA型客机，除一架于1960年发生事故坠毁外，其余31架均于60年代初期升级为卡拉维尔III型。

### 卡拉维尔III型

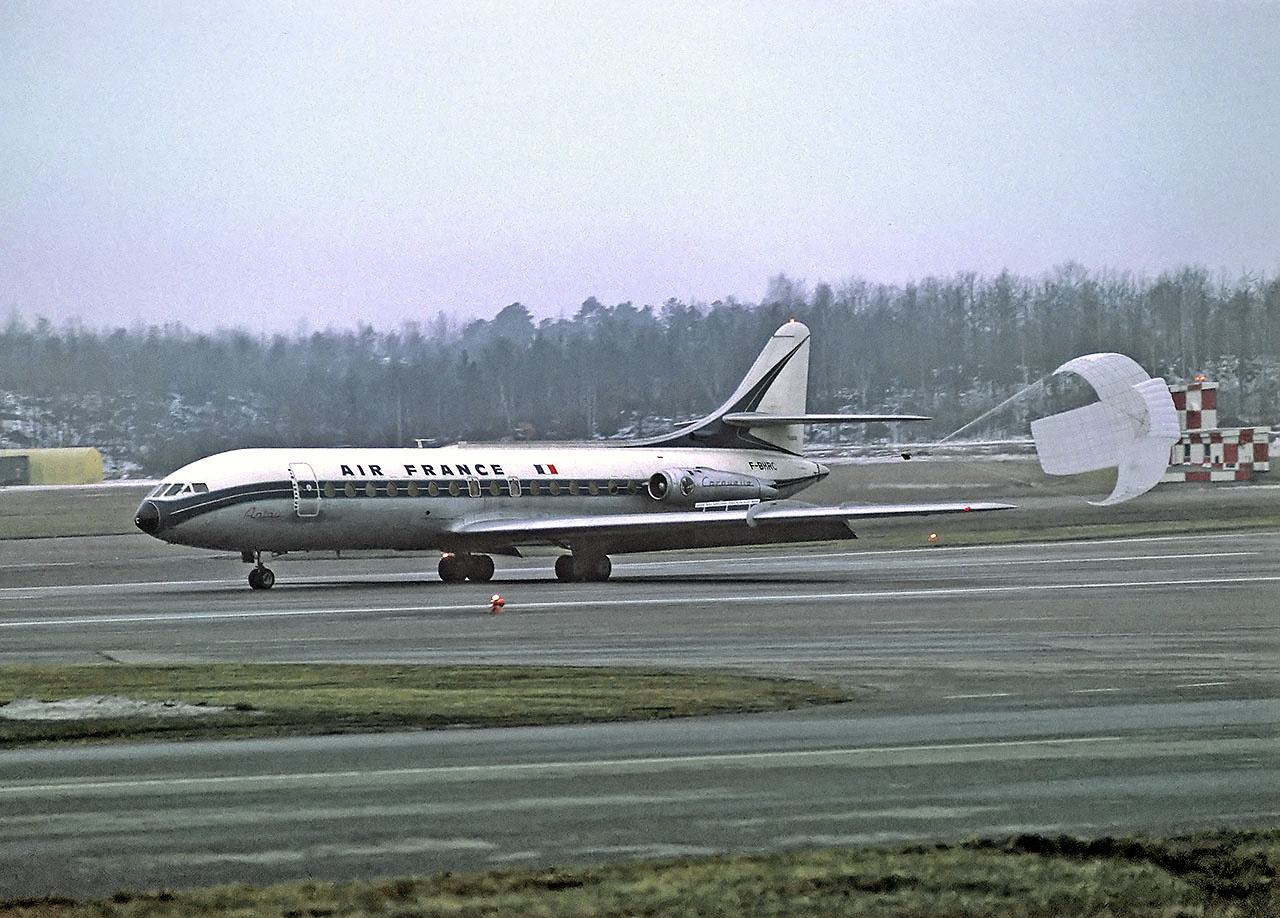
法國航空的卡拉维尔III型，使用减速伞进行减速

卡拉维尔III型为发动机推力再加强的升级版，采用两台罗尔斯·罗伊斯RA-29 Avon Mk.527/527B发动机，最大起飞重量增加到48吨，于1959年12月30日首飞。该型号为卡拉维尔客机各型号中产量最大的，共计生产了78架。

### 卡拉维尔VI-N型

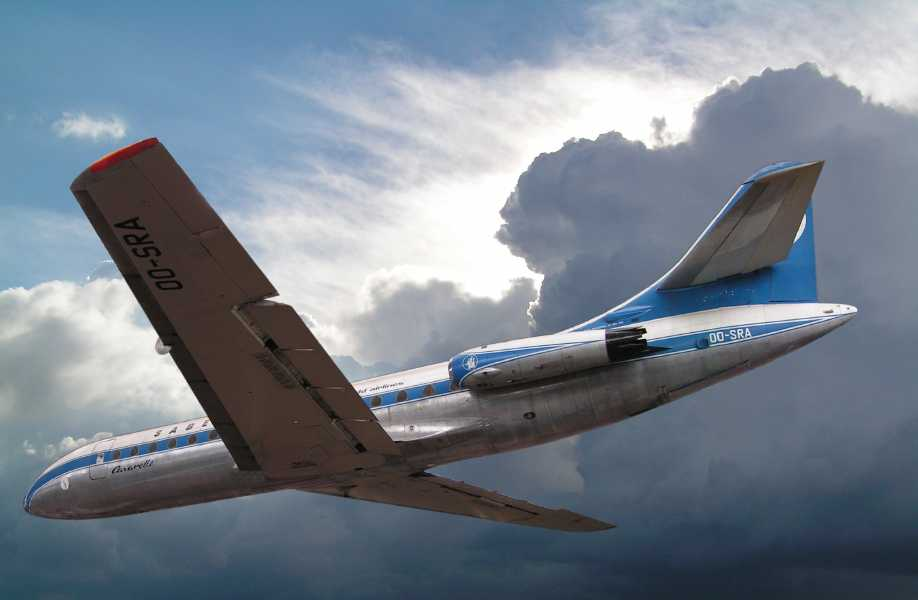
比利時航空的卡拉维尔VI-N型

卡拉维尔VI-N型采用两台罗尔斯·罗伊斯RA-29 Avon Mk.531/531B发动机，最大起飞重量增加值50吨。该型号专为海外市场研制，共生产了53架，同时亦有5架III型被升级至此型号。

### 卡拉维尔VI-R型

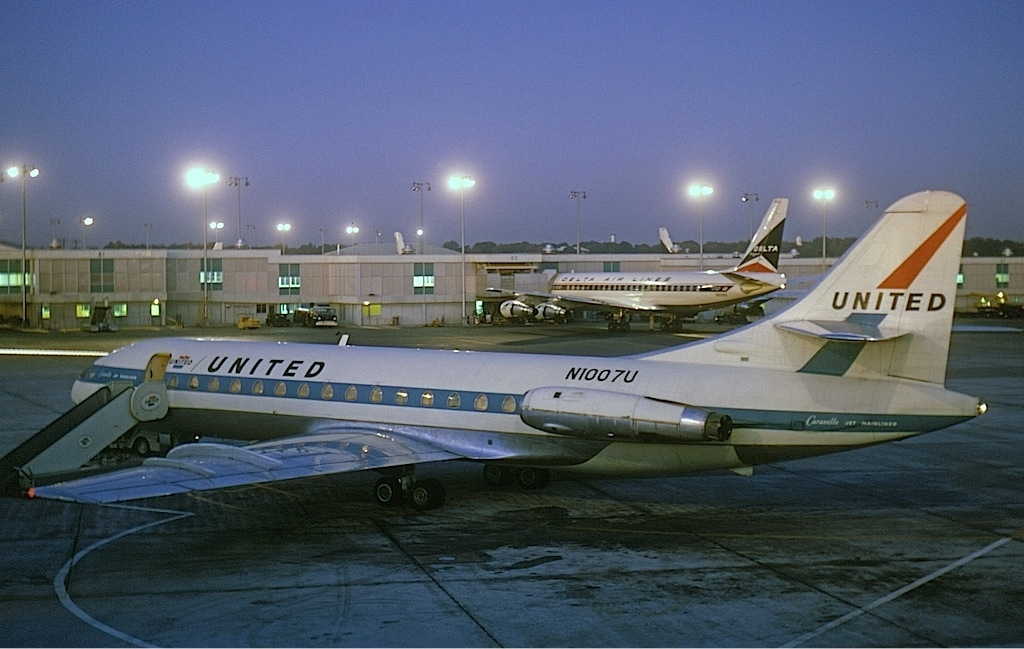
美國聯合航空的卡拉维尔VI-R型

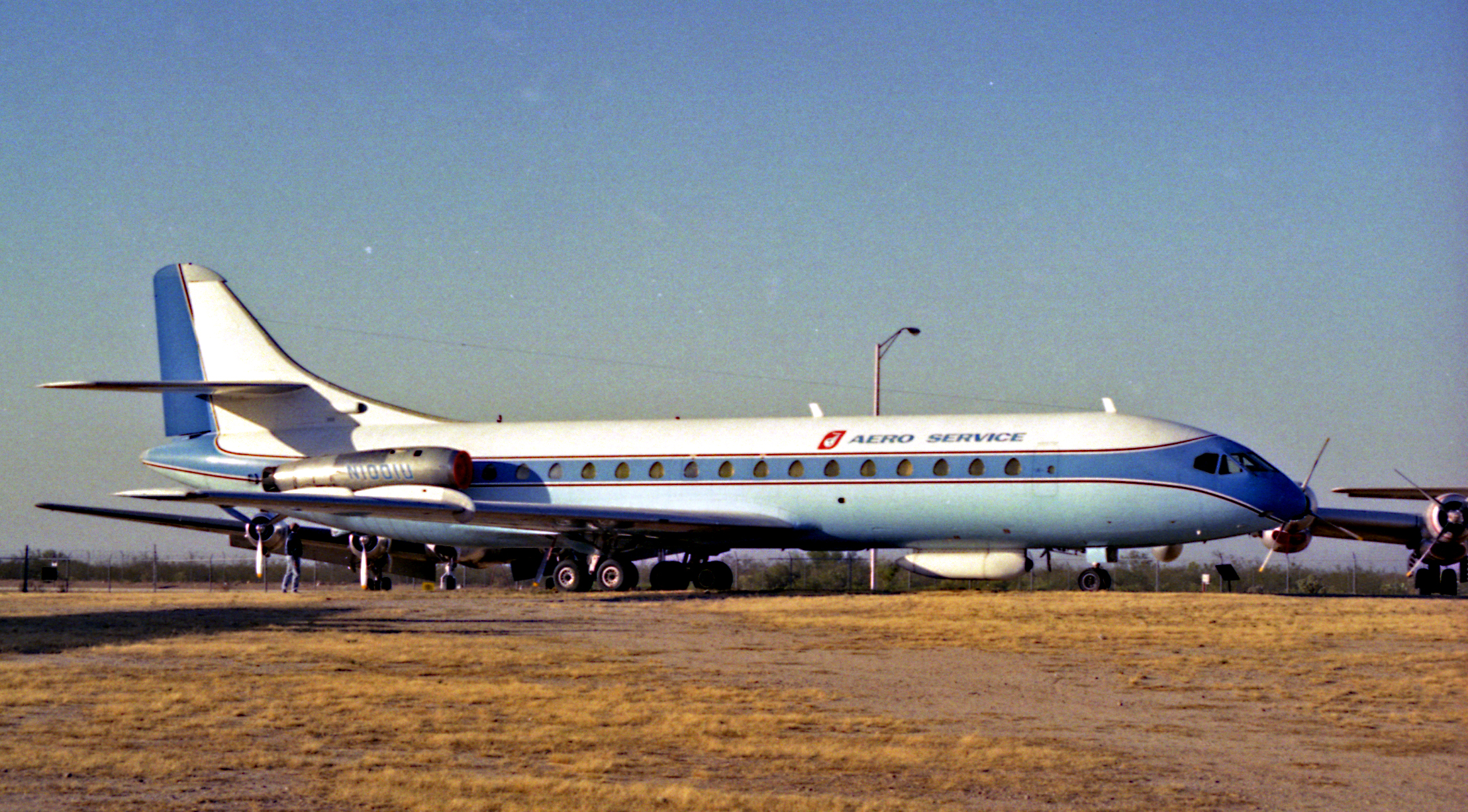
美國亞利桑那州PIMA航天博物館的卡拉维尔VI-R型

卡拉维尔VI-R型于1961年2月6日首飞，与之前各型号相比，该型号最大的特点是首次采用推力反向器，取代了减速伞。同时，自该型号起，驾驶舱窗户亦比之前有所增大。卡拉维尔VI-R型采用罗尔斯·罗伊斯RA-29 Avon Mk.533R发动机，最大起飞重量51吨，共生产了56架。

### 卡拉维尔VII型
卡拉维尔VII型仅有一架，该机原为III型，被通用电气所购入并换装通用电气CJ805发动机用作测试。

### 卡拉维尔10A型

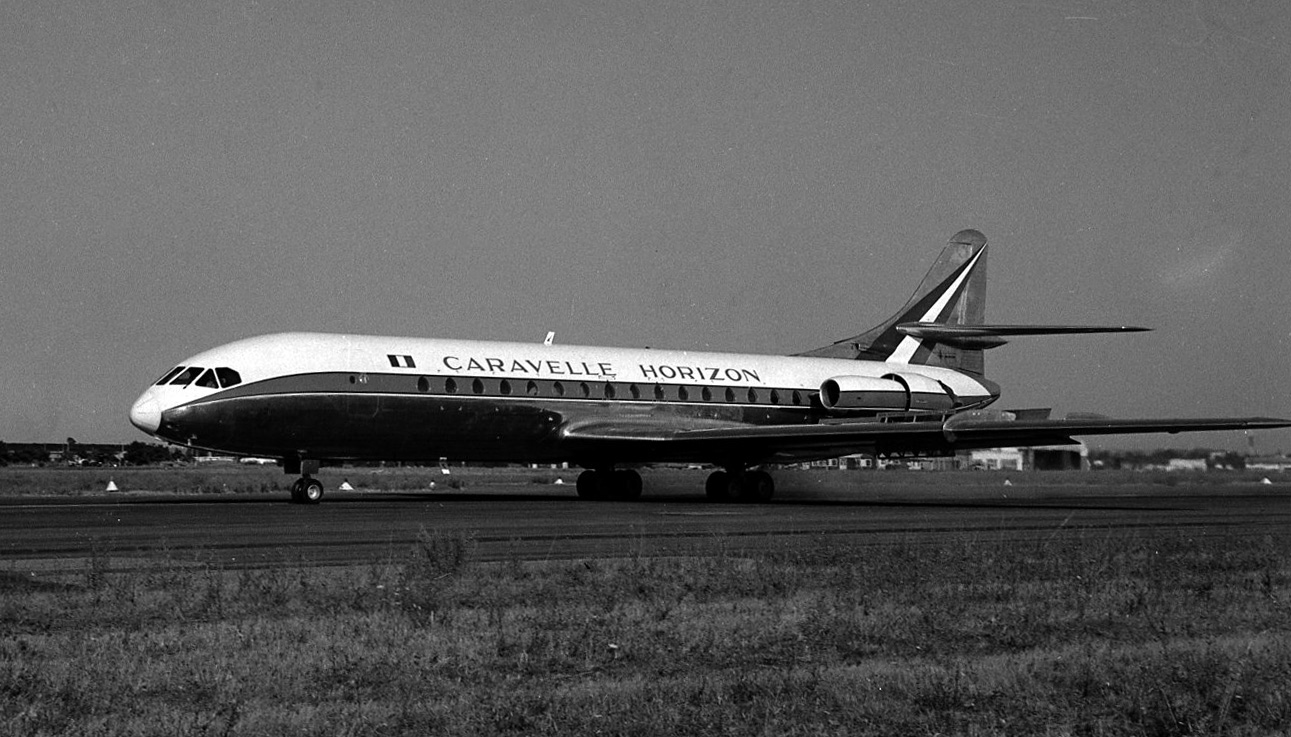
卡拉维尔10A型原型机，被称作“Caravelle Horizon”

卡拉维尔10A型为针对美国市场所开发，10A型基于VII型设计，同样采用CJ805发动机，但机身加长了1米，使得最大载客量增加到104人。为了满足美国的适航许可证要求，10A型对襟翼进行了改进，同时在机身尾部加设了辅助动力系统。环球航空曾有意订购20加卡拉维尔10A型客机，后来取消订单，并选择购入道格拉斯DC-9。因此10A型也仅造了一架原型机，于测试结束后被拆解。

### 卡拉维尔10B型

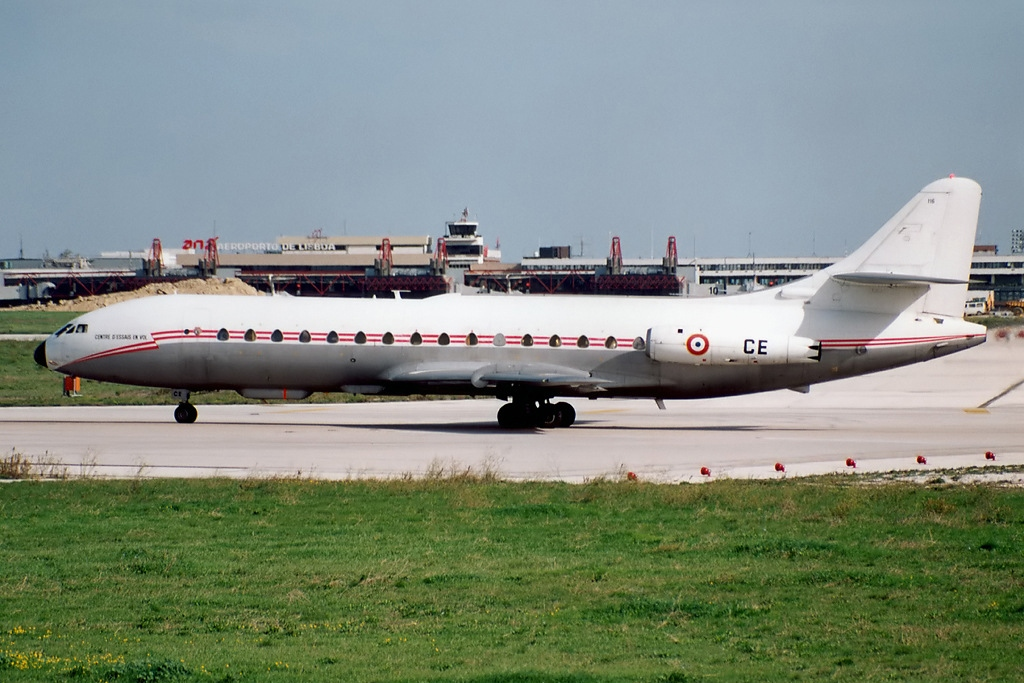
法国空军的卡拉维尔10B型

卡拉维尔10B型基于10A型开发，并于1964年3月3日首飞。该型号采用两具普惠JT8D涡扇发动机，使得最大起飞重量增加至57吨，共生产了22架。

### 卡拉维尔10R型

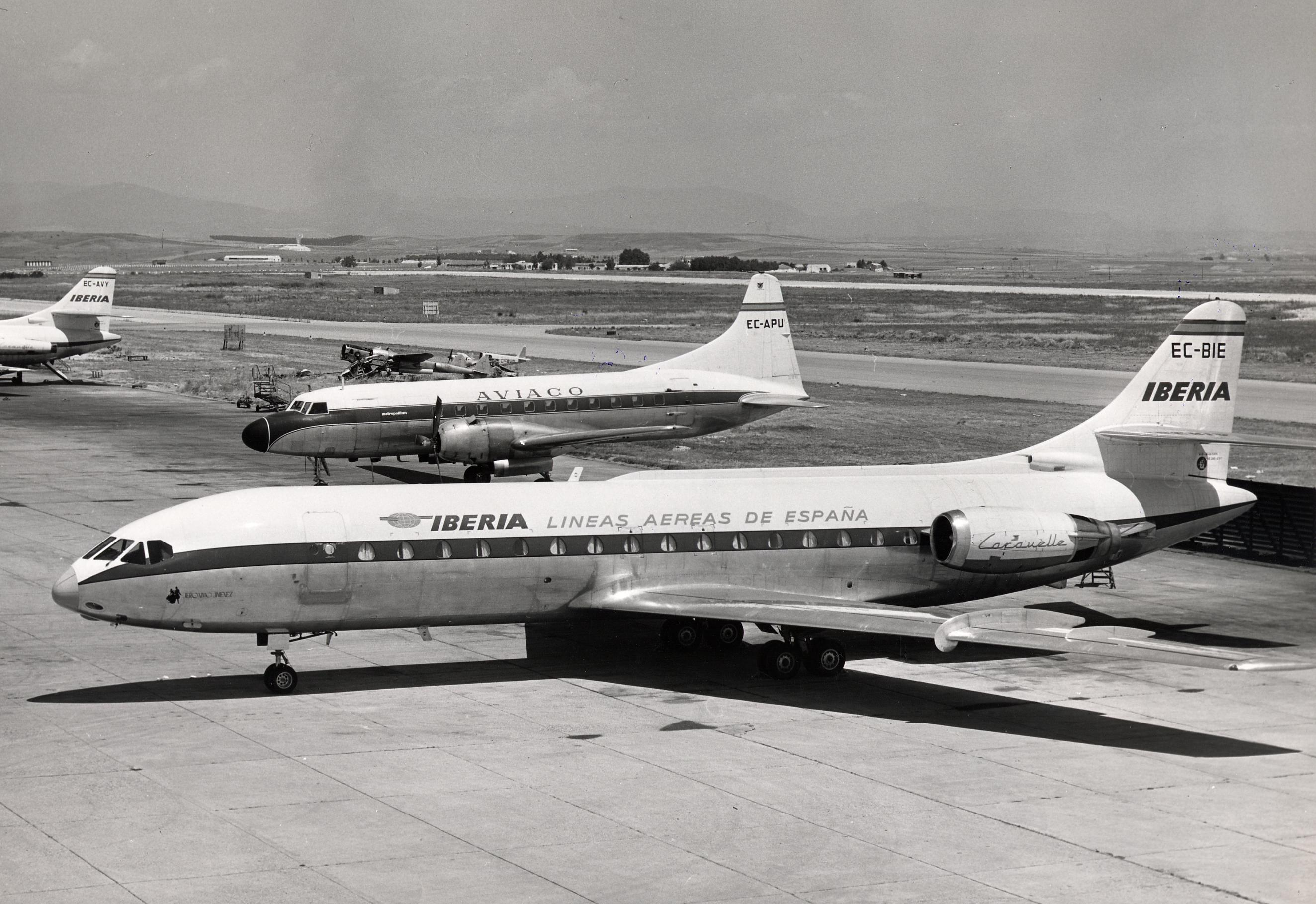
西班牙国家航空的卡拉维尔10R型

卡拉维尔10B1R型，通常简写为10R型，为基于VI-R型开发的机型，于1965年1月18日首飞。该型号采用了VI-R型的机身和10B型的普惠JT8D发动机，在卡拉维尔系列中拥有最强的续航能力，共生产了20架。

### 卡拉维尔11R型

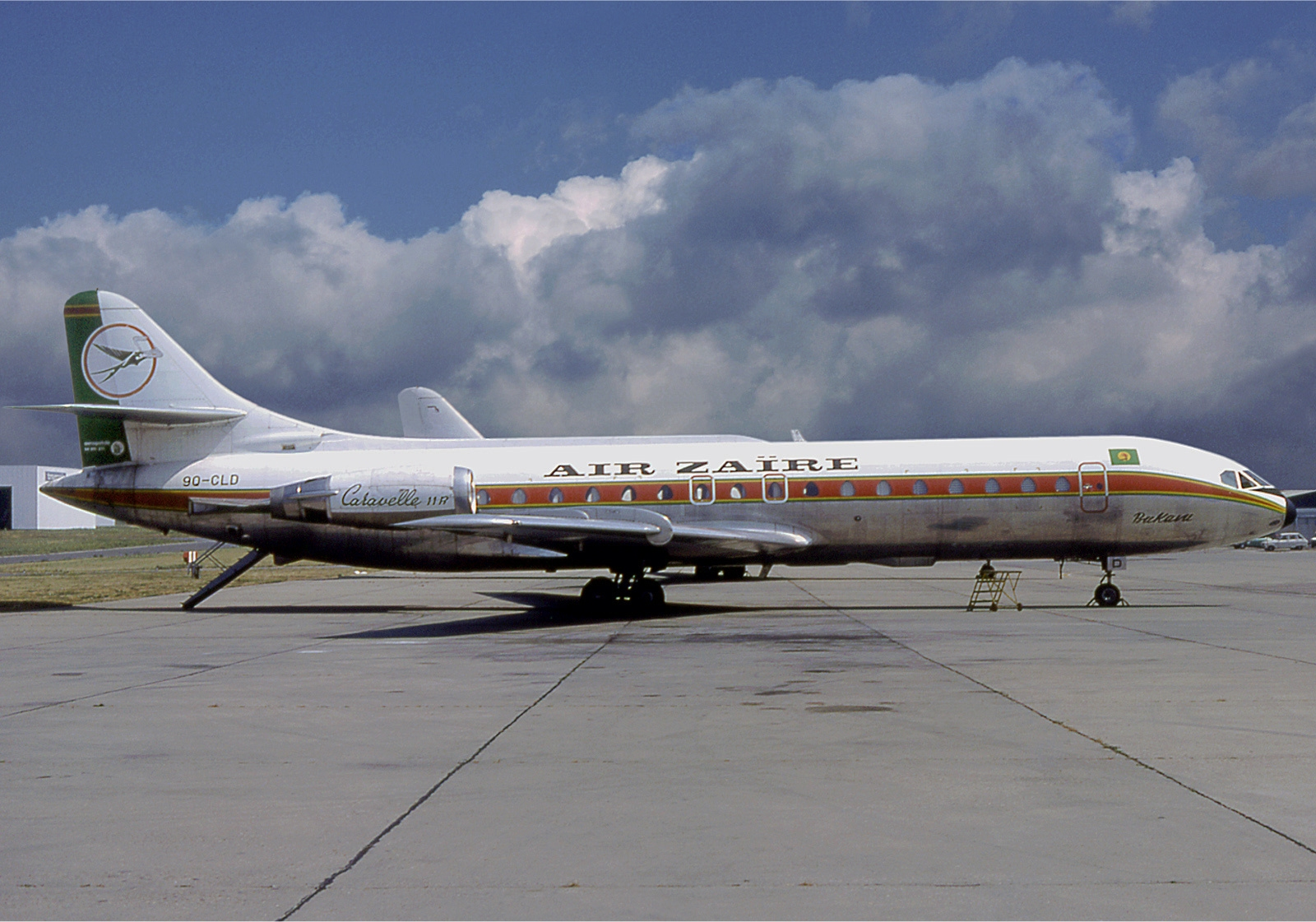
扎伊尔航空的卡拉维尔11R型

卡拉维尔11R型基于10R型开发，但机身比10R型长70厘米，并在机身左侧设了一个3.32米×1.84米的货舱门，使得该型机成为客货混合型号。该型号于1967年4月21日首飞，只生产了6架。

### 卡拉维尔12型

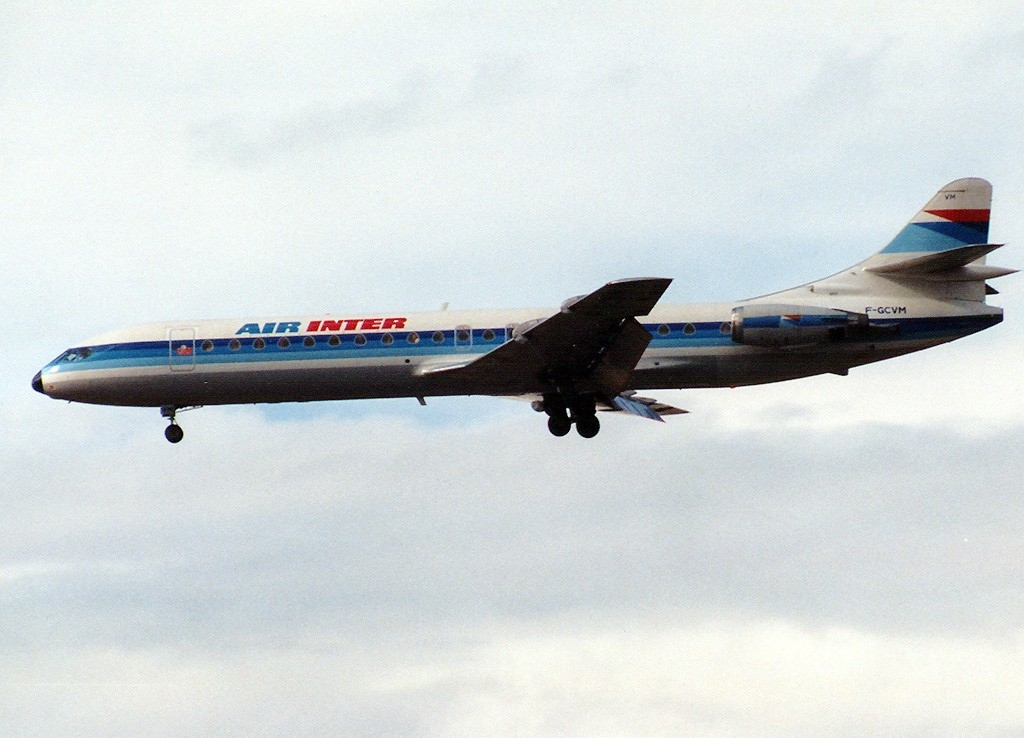
法国内陆航空的卡拉维尔12型

卡拉维尔12型是卡拉维尔系列的最后一个衍生型号，于1970年10月29日首飞。该型号为10B型的加长型号，机身比10B型加长了3.2米，使得最大载客量增加至131人。该型号亦采用了更新型号的JT8D发动机，最大起飞重量增加至58吨。该型号共生产了12架。

## 主要使用者

### 民用航空
卡拉维尔客机曾被全球超过100间航空公司使用。
中华航空亦曾使用过卡拉维尔客机，1970年，華航的YS-11A不夠使用，當時行政院副院長蔣經國指示國內航線應為中華為主體，所以華航在短時間內找尋適合的飛機替代，於是華航購入4架二手的卡拉维尔III型客机（注册编号分别为B-1850、B-1852、B-1854与B-1856）用於台北至花蓮、台北至高雄及短程的國際航線，其中B-1852于1971年执行CI825台北至香港的航班时失事，其余3架于1979年除役。

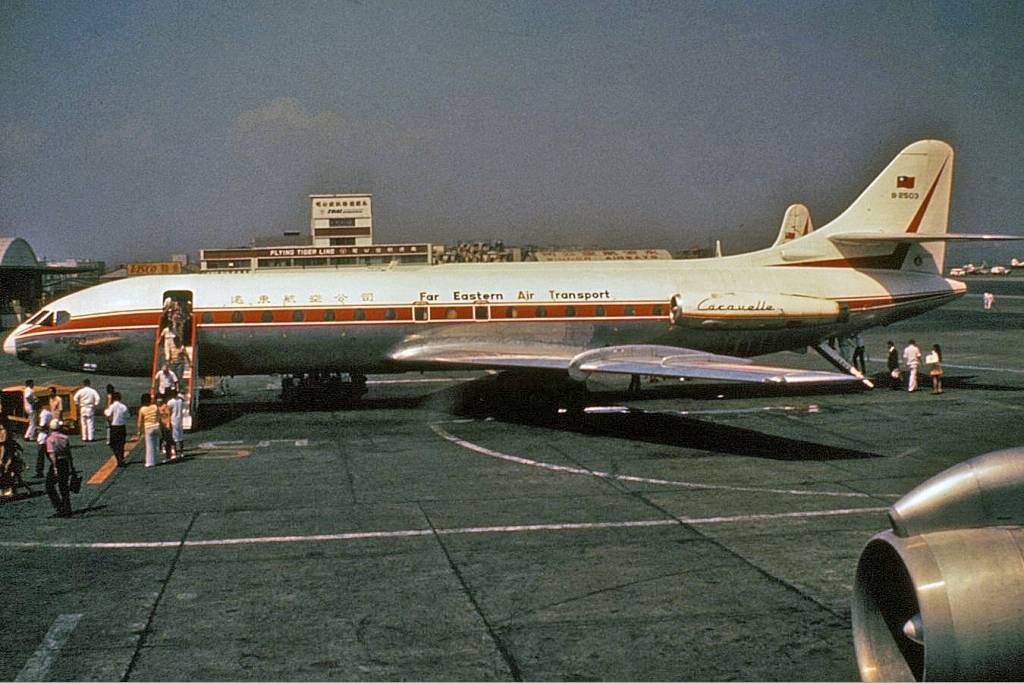
远东航空的卡拉维尔客机

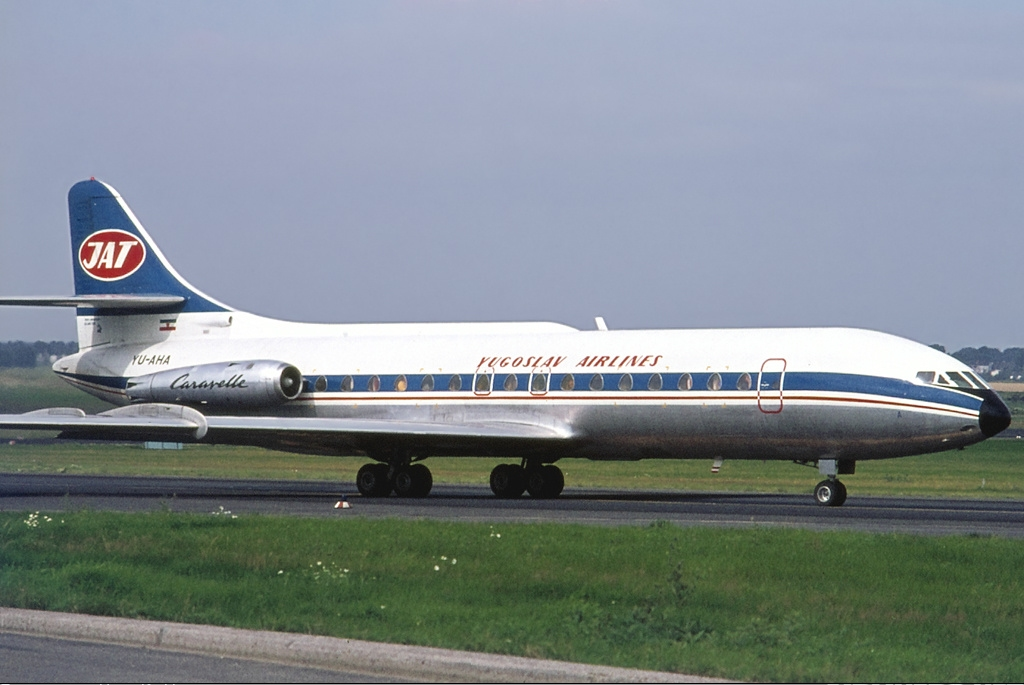
南斯拉夫航空的卡拉维尔VI-N

 阿尔及利亚
- 阿尔及利亚航空

 阿根廷
- 阿根廷航空

 奥地利
- 奥地利航空

 比利时
- 比利时航空

 巴西
- 巴西泛空航空
- 里約格朗德航空

 中華民國
- 中華航空
- 遠東航空

 芬兰
- 芬蘭航空

 法國
- 法國航空
- 法国内陆航空

 印度
- 印度人航空

 義大利
- 義大利航空

 约旦
- 阿莉亚皇家约旦航空

 黎巴嫩
- 中东航空

 利比亞
- 利比亚王国航空

 盧森堡
- 卢森堡航空

 摩洛哥
- 摩洛哥皇家航空

 葡萄牙
- TAP葡萄牙航空

 西班牙
- 西班牙国家航空

 瑞典、 丹麦与 挪威
- 北歐航空

 瑞士
- 瑞士航空

 叙利亚
- 叙利亚阿拉伯航空

 泰國
- 泰國國際航空

 突尼西亞
- 突尼斯航空

 美国
- 聯合航空

 南越
- 越南航空

 南斯拉夫
- 南斯拉夫航空

### 政府及軍用機
阿尔及利亚
- 阿尔及利亚空军

 阿根廷
- 阿根廷空军

 中非
- 中非帝国/中非共和国政府

- 乍得政府

 法國
- 法國空軍

 加彭
- 加蓬政府

 毛里塔尼亚
- 毛里塔尼亚政府

 墨西哥
- 墨西哥空军

 卢旺达
- 卢旺达政府

 塞内加尔
- 塞内加尔政府

 瑞典
- 瑞典空军

 南斯拉夫
- 南斯拉夫空军

## 重大意外
在卡拉维尔客机的运营期内，共有67架卡拉维尔客机发生全机损毁事故，超过1,300人在这些意外事故中罹难。然而，这些事故均非由设计缺陷导致，而大都是归因于人为失误或蓄意破坏等。
- 北欧航空871号班机：1960年1月19日，一架北欧航空的卡拉维尔I型客机（注册编号：OY-KRB）于土耳其埃森博阿国际机场坠毁，机上35名乘客和7名机组成员全部罹难。这是卡拉维尔客机的第一起致命空难[4]。
- 法国航空2005号班机：1961年9月12日，一架法国航空的卡拉维尔III型客机（注册编号：F-BJTB）于摩洛哥拉巴特附近坠毁，机上77人遇难。
- 瑞士航空306号班机：1963年9月4日，由苏黎世经日内瓦前往罗马的一架卡拉维尔III型客机（注册编号：HB-ICV）自苏黎世起飞不久后因机上失火坠毁，机上乘客和机组人员共80人无一生还[5]。

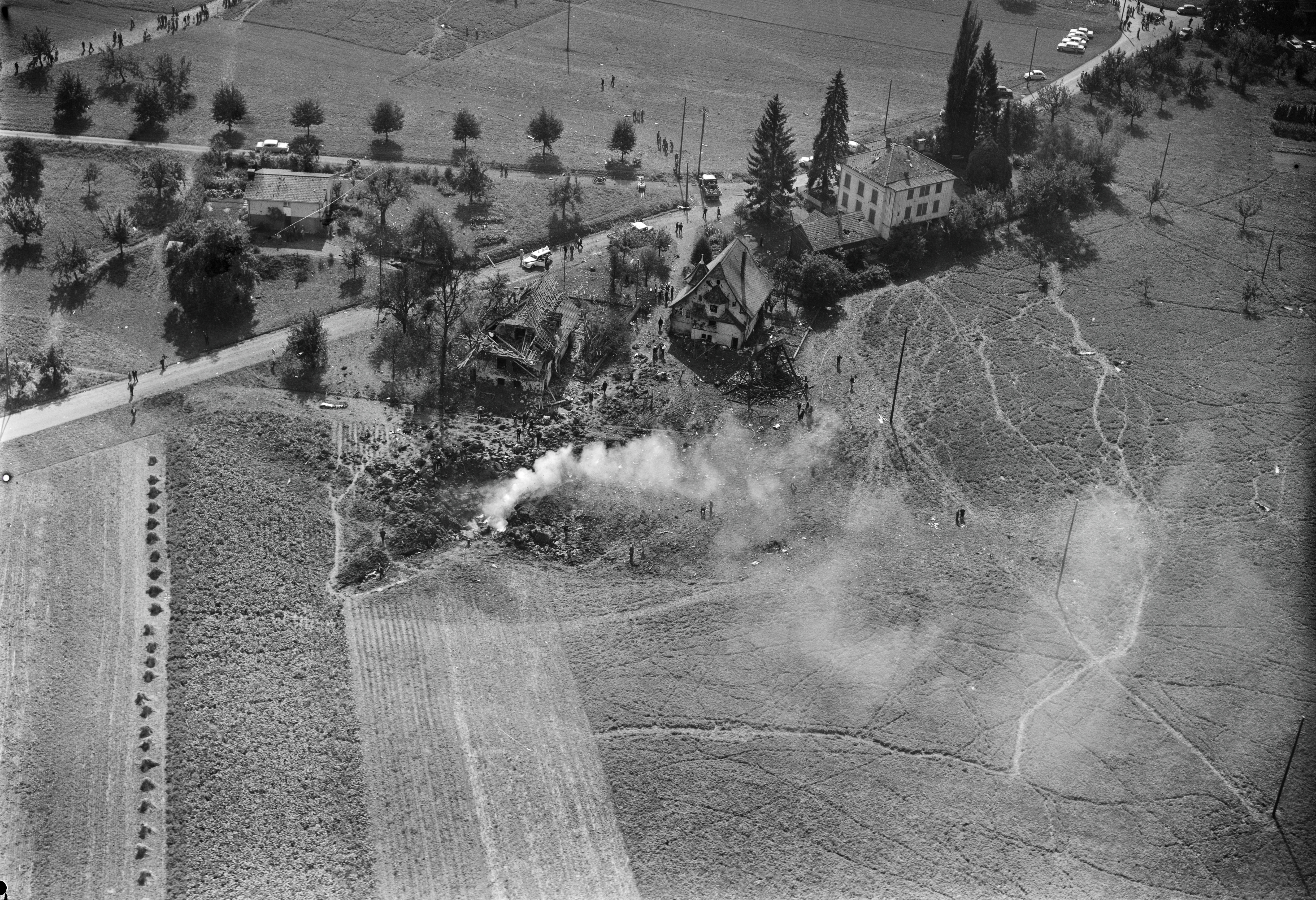
瑞士航空306号班机坠机地点

- 中东航空444号班机：1964年4月17日，一架中东航空的卡拉维尔III型客机（注册编号：OD-AEM）于波斯湾坠毁，机上49人全部罹难，原因至今未明[6][7]。
- 泰国国际航空601号班机：1967年6月30日，一架泰国国际航空由台北松山机场起飞，经停香港启德机场前往曼谷廊曼机场的卡拉维尔III型客机（注册编号：HS-TGI）于香港启德机场降落时坠毁于附近水域，造成24名乘客死亡[8]。
- 西班牙国家航空062号班机：1967年11月4日，一架西班牙国家航空的卡拉维尔10R型客机（注册编号：EC-BDD）于英国萨塞克斯郡撞山坠毁，机上37人全部罹难[9]。
- 法国航空1611号班机:1968年9月11日，一架法国航空的卡拉维尔III型客机（注册编号：F-BOHB）于尼斯附近的地中海坠毁，机上95人无一生还[10]。
- 中华航空825号班机：1971年11月20日，一架中华航空的卡拉维尔III型客机（注册编号：B-1852）由台北松山机场飛往香港启德机场途中发生爆炸，在澎湖群岛上空解体，导致机上25人全部遇难。
- 西班牙国家航空602号班机：1972年1月7日，一架西班牙国家航空的卡拉维尔VI-R型客机（注册编号：EC-ATV）于伊维萨山區墜毀，造成机上全部104人死亡[11]。
- 斯特林航空296号班机：1972年3月14日，一架斯特林航空（英语：Sterling Airways）的卡拉维尔10B型客机（注册编号：OY-STL）于阿联酋坠毁，造成112人死亡，至今仍为阿联酋历史上死亡人数最多的空难。
- 西班牙商业航空118号班机：1973年8月13日，一架西班牙商业航空（英语：Aviaco）的卡拉维尔10R型客机坠毁于拉科鲁尼亚机场附近，造成86人死亡[12]。
- 南斯拉夫航空769号班机：1973年9月11日，一架南斯拉夫航空的卡拉维尔VI-N型客机（注册编号：YU-AHD）在于波德戈里察国际机场降落前撞山坠毁，机上41人全部遇难[13]。
- 印度人航空171号班机：1976年10月12日，一架印度人航空的卡拉维尔VI-N型客机（注册编号：VT-DWN）于孟买圣塔克鲁兹机场起飞后发动机失灵，在返回机场紧急降落时坠毁，机上89名乘客和6名机组人员全部罹难[14]。

## 性能规格
| 型号         | I/IA              | III               | VI-N              | VI-R                 | 10B        | 10R        | 11R        | 12         |
| ------------ | ----------------- | ----------------- | ----------------- | -------------------- | ---------- | ---------- | ---------- | ---------- |
| 机组人员     | 2或3人            | 2或3人            | 2或3人            | 2或3人               | 2人        | 2人        | 2人        | 2或3人     |
| 载客量       | 90                | 99                | 99                | 99                   | 118        | 99         | 99         | 131        |
| 长度         | 32.01米           | 32.01米           | 32.01米           | 32.01米              | 33.01米    | 32.01米    | 32.71米    | 36.24米    |
| 翼展         | 34.3米            | 34.3米            | 34.3米            | 34.3米               | 34.3米     | 34.3米     | 34.3米     | 34.3米     |
| 尾翼高度     | 8.65米            | 8.65米            | 8.65米            | 8.65米               | 9.01米     | 8.65米     | 8.65米     | 8.65米     |
| 空机重量     | 23,290公斤        | 24,825公斤        | 24,915公斤        | 26,280公斤           | 27,623公斤 | 26,725公斤 | 28,840公斤 | 29,500公斤 |
| 最大起飞重量 | 43,500公斤        | 48,000公斤        | 50,000公斤        | 51,000公斤           | 57,000公斤 | 54,000公斤 | 54,000公斤 | 58,000公斤 |
| 最大降落重量 | 41,430公斤        | 45,700公斤        | 47,600公斤        | 47,600公斤           | 49,500公斤 | 49,500公斤 | 49,500公斤 | 49,500公斤 |
| 发动机       | 罗尔斯·罗伊斯Avon | 罗尔斯·罗伊斯Avon | 罗尔斯·罗伊斯Avon | 罗尔斯·罗伊斯Avon    | 普惠JT8D   | 普惠JT8D   | 普惠JT8D   | 普惠JT8D   |
| 单台推力     | 46.75千牛         | 50.70千牛         | 54.26千牛         | 56.05千牛 (Mk.533R)  | 62.27千牛  | 62.27千牛  | 62.27千牛  | 64.50千牛  |
| 总推力       | 93.50千牛         | 101.40千牛        | 108.52千牛        | 112.10千牛 (Mk.533R) | 124.54千牛 | 124.54千牛 | 124.54千牛 | 129.00千牛 |
| 最大巡航速度 | 746千米/时        | 804千米/时        | 845千米/时        | 845千米/时           | 824千米/时 | 800千米/时 | 800千米/时 | 810千米/时 |
| 最大航程     | 1,650千米         | 1,700千米         | 2,500千米         | 2,500千米            | 3,300千米  | 3,400千米  | 2,800千米  | 3,200千米  |
| 升限         | 11,000米          | 12,000米          | 12,000米          | 12,000米             | 12,000米   | 12,000米   | 12,000米   | 12,000米   |

## 相关机型

### 相关发展
- 超級卡拉維爾

### 类似型号
- 哈维兰彗星型
- BAC 1-11
- 道格拉斯DC-9
- 福克F28
- 图-104
- 图-134

## 外部連結
- Video-國內航線啟用「卡拉維爾」-數位典藏與數位學習 （页面存档备份，存于）
- Video-遠東航空公司新購卡拉維爾客機-台視新聞1973/08/21- 國家圖書館數位影音服務系統 （页面存档备份，存于）
- Video in YouTube about TALCE's operations in Africa, showing (among other aircraft) Caravelle 3D-KIK （页面存档备份，存于） (accessed 2009-05-12)